# Interstate 280 (Ohio)
Pour les articles homonymes, voir Interstate 280.
L'Interstate 280 (I-280) est une autoroute auxiliaire de 12,41 miles (19,97 km) en Ohio, reliant l'I-75 au nord-est de Toledo avec l'I-80 / I-90 au sud-est de la ville. Construite entre 1955 et 1959, la route faisait initialement partie de la Detroit–Toledo Expressway. L'autoroute sert de voie de contournement est de la région métropolitaine de Toledo.

## Description du tracé
Le terminus sud de l'I-280 se situe à l'échangeur avec le Ohio Turnpike, lequel porte l'I-80 et l'I-90. Au sud de l'échangeur, l'I-280 fait une transition et devient la SR 420. Se dirigeant vers le nord, l'I-280 parcourt des prairies et des zones agricoles. Elle croise quelques routes d'état avant d'arriver dans des secteurs résidentiels et à la rivière Maumee. Elle la traverse via le Veterans' Glass City Skyway, un pont à haubans de 8 800 pieds (2 700 m). De l'autre côté de la rivière, l'I-280 tourne vers le nord et rencontre deux routes d'état avant d'atteindre l'I-75 et son terminus nord.

## Liste des sorties
| Interstate 280    |                |       |       |                             |                                                  |                                                                                  |
| Comté             | Municipalité   | mi    | km    | Sortie                      | Intersections / Destinations                     | Notes                                                                            |
| Wood              | Lake Township  | 0,00  | 0,00  | 1A                          | I-80 / I-90 / Ohio Turnpike – Cleveland, Chicago | Terminus sud; sortie 71 de l'I-80 / I-90; la route continue au-delà comme SR 420 |
| Wood              | Lake Township  | 0,72  | 1,17  | 1B                          | Bahnsen Road                                     |                                                                                  |
| Wood              | Lake Township  | 2,30  | 3,70  | 2                           | SR 795 (en) – Perrysburg                         |                                                                                  |
| Wood              | Walbridge      | 4,53  | 7,28  | 4                           | Walbridge                                        |                                                                                  |
| Wood              | Northwood      | 6,07  | 9,76  | 6                           | SR 51 (en) (Woodville Road) / Curtis Road        | Indiqué sortie 6A (SR 51) et 6B (Curtice Road)                                   |
| Lucas             | Oregon         | 7,85  | 12,64 | 7                           | SR 2 (en) / LECT (en) (Navarre Avenue) – Oregon  | Vers Wheeling Street                                                             |
| Lucas             | Toledo         | 8,83  | 14,22 | 8                           | Starr Avenue                                     | Sortie direction sud, entrée direction nord                                      |
| Lucas             | Toledo         | 9,87  | 15,89 | 9                           | SR 65 (en) (Front Street) / Summit Street        |                                                                                  |
| Lucas             | Rivière Maumee | 9,45  | 15,21 | Veteran's Glass City Skyway | Veteran's Glass City Skyway                      | Veteran's Glass City Skyway                                                      |
| Lucas             | Toledo         | 11,22 | 18,06 | 11                          | SR 25 (en) sud – Centre-ville de Toledo          |                                                                                  |
| Lucas             | Toledo         | 12,10 | 19,48 | 12                          | Manhattan Boulevard                              | Sortie direction nord, entrée direction sud                                      |
| Lucas             | Toledo         | 12,38 | 19,93 | 13                          | I-75 / LECT (en) – Détroit                       | Terminus nord; sortie 208 de l'I-75                                              |
| - Accès incomplet |                |       |       |                             |                                                  |                                                                                  |